# 電訊報 (印度)
《電訊報》（英語：The Telegraph）是一份印度英文日報，自1982年7月7日起在加爾各答創刊並持續出版。日報由ABP集团出版，與《印度時報》競爭。根據2019年印度讀者調查（IRS），該報紙是印度閱讀量第八大的英文報紙。
《電訊報》有加爾各答版、南孟加拉版和北孟加拉版三種版本。

## 外部連結
- 官方网站
- 《電訊報》 （页面存档备份，存于）（電子報）
- 《電訊報》的X（前Twitter）